# Panotrogus heinzi
Panotrogus heinzi är en skalbaggsart som beskrevs av Keith 2001. Panotrogus heinzi ingår i släktet Panotrogus och familjen Melolonthidae. Inga underarter finns listade i Catalogue of Life.